# Serra e Junceira
Serra e Junceira (llamada oficialmente União das Freguesias de Serra e Junceira) es una freguesia portuguesa del municipio de Tomar, distrito de Santarém.

## Historia
Fue creada el 28 de enero de 2013 en aplicación de una resolución de la Asamblea de la República de Portugal promulgada el 16 de enero de 2013 con la unión de las freguesias de Junceira y Serra, pasando su sede a estar situada en la antigua freguesia de Serra.

## Demografía
| Gráfica de evolución demográfica de Serra e Junceira entre 2011 y 2021 |
|                                                                        |
| Datos según el nomenclátor publicado por el INE portugués.             |